# 20. Croatia Open
20. Croatia Open ili 20. Otvoreno Prvenstvo Hrvatske održano je u Zagrebu 15. i 16. studenog 2014. godine. Natjecanje je održano u športskoj dvorani Arena Zagreb, a na njemu je sudjelovalo 1239 natjecatelja. Natjecanje je održano za kadete, seniore i juniore u taekwondou.

## Rezultati

### Kadeti
| Država      | Do 49 kg       | Do 53 kg      | Do 57 kg             | Do 61 kg                | Do 65 kg                      | Iznad 65 kg        |
| ----------- | -------------- | ------------- | -------------------- | ----------------------- | ----------------------------- | ------------------ |
| Slovenija   | Tadej Pirc     | Aljaž Dimić   | Klemen Heric Sirotka |                         |                               |                    |
| Švedska     | Leon Glasnović |               |                      |                         |                               |                    |
| Njemačka    | Grebe Yannick  |               |                      |                         | Steven Soh                    |                    |
| Bugarska    | Petar Petrov   |               |                      |                         |                               |                    |
| Belgija     |                | Amal Sohail   |                      |                         |                               |                    |
| Hrvatska    |                | Marko Lipovac | Mateo Zorko          | Marko Galić Tibor Sudec | Karlo Jelavić Luka Pandurević | Mario Roso         |
| Mađarska    |                | Bela Berei    |                      |                         |                               |                    |
| Austrija    |                |               | Rostam Rezai         |                         |                               |                    |
| Poljska     |                |               | Krzystof Echaust     | Adam Kovalski           |                               |                    |
| Danska      |                |               |                      | Ertugrul Kutlu          |                               |                    |
| Bjelorusija |                |               |                      |                         |                               | Dzmitry Malinouski |
| Makedonija  |                |               |                      |                         |                               | Nik Junčaj         |
| Srbija      |                |               |                      |                         | Stefan Topić                  | Stefan Milošević   |

### Kadetkinje
| Država    | Do 47 kg                                       | Do 51 kg                   | Do 55 kg          | Do 59 kg           | Iznad 59 kg                   |
| --------- | ---------------------------------------------- | -------------------------- | ----------------- | ------------------ | ----------------------------- |
| Srbija    | Taisia Popova                                  |                            | Nadica Bozanić    | Natalija Ćalić     |                               |
| Hrvatska  | Ana Džanan Amela Nicole Imširović Tina Živalić | Klara Rastović             | Ana Taslak        | Jelena Huljek      | Kristina Čerina Karla Čikotić |
| Češka     |                                                | Petra Stolbova             |                   | Kristyna Drobna    |                               |
| Njemačka  |                                                | Vivien Lorenz Lorina Faust |                   |                    | Sophia Karamangiolis          |
| Slovenija |                                                |                            | Adna Kadrič       |                    |                               |
| Poljska   |                                                |                            | Zuzzana Kaczmarek |                    |                               |
| Italija   |                                                |                            |                   | Michelle Kovalenko |                               |
| Francuska |                                                |                            |                   |                    | Sassi Della                   |

### Juniori
| Država    | -45 kg            | -48 kg             | -51 kg            | -55 kg             | -59 kg                 | -63 kg           | -68 kg                  | -73 kg            | -78 kg                    | +78 kg                           |
| --------- | ----------------- | ------------------ | ----------------- | ------------------ | ---------------------- | ---------------- | ----------------------- | ----------------- | ------------------------- | -------------------------------- |
| Belgija   |                   | Martijin Willemsen | Rida Laachraoui   |                    |                        |                  |                         |                   |                           |                                  |
| Njemačka  | Viktor Haupt      | Vasilios Katsaros  |                   | Osmanhan Gokce     | Konsandinidis Jordanis |                  | Amin Yahia Martin Stach | Andreas Tausch    |                           | Aleksandar Keselj Marc Lenkewitz |
| Češka     |                   | Sebastian Akhlas   |                   |                    |                        |                  |                         |                   |                           |                                  |
| Grčka     |                   | Nikolaos Tsivitzis |                   |                    |                        |                  |                         |                   |                           |                                  |
| Bugarska  | Petar Radev       |                    |                   |                    |                        | Petar Spasenich  |                         | Michael Kanchev   |                           |                                  |
| Gruzija   | Beka Kavtaraadze  |                    |                   |                    |                        | Merab Shukakidze |                         |                   |                           |                                  |
| Irska     |                   |                    | Jack Woolley      |                    |                        |                  |                         |                   |                           |                                  |
| Izrael    |                   |                    | Nimrod Krivishkiy | Efraim Tarnopolski |                        |                  |                         |                   |                           |                                  |
| Egipat    |                   |                    | Moaz Nabil        |                    |                        |                  |                         |                   |                           |                                  |
| Hrvatska  | Branimir Franović |                    |                   | Dorian Vraneša     | Jan Kolić              | Vito Blagec      | Luka Kozina             | Mario Jukić       | Luka Perajica Mario Zekić | Matija Stiperski Ilija Ambrašić  |
| Švedska   |                   |                    |                   |                    | Frederik Lindstrom     |                  |                         |                   |                           |                                  |
| Slovenija |                   |                    |                   |                    |                        | Patrik Divković  |                         | Mark Stanič       |                           |                                  |
| Italija   |                   |                    |                   | Antonio Fleca      |                        |                  |                         | Matteo Marjanović |                           |                                  |
| Poljska   |                   |                    |                   |                    | Meteusz Nowak          |                  |                         |                   |                           |                                  |
| Norveška  |                   |                    |                   |                    |                        |                  | Borge Storm             |                   |                           |                                  |
| Švicarska |                   |                    |                   |                    |                        |                  |                         | Ilir Soulimani    |                           |                                  |

## Vanjske poveznice
- Rezultati – Taekwondo Data

- Službena stranica